# Pêche aux crevettes à cheval à Oostduinkerke
La pêche aux crevettes à cheval à Oostduinkerke ou Ostdunkerque,, (Garnaalvisserij te paard in Oostduinkerke, en néerlandais) est un type de pêche unique au monde, reconnu comme patrimoine culturel immatériel de l'humanité par l'Unesco en 2013 dont la tradition remonte à plusieurs siècles.

## Lieu et durée de pêche

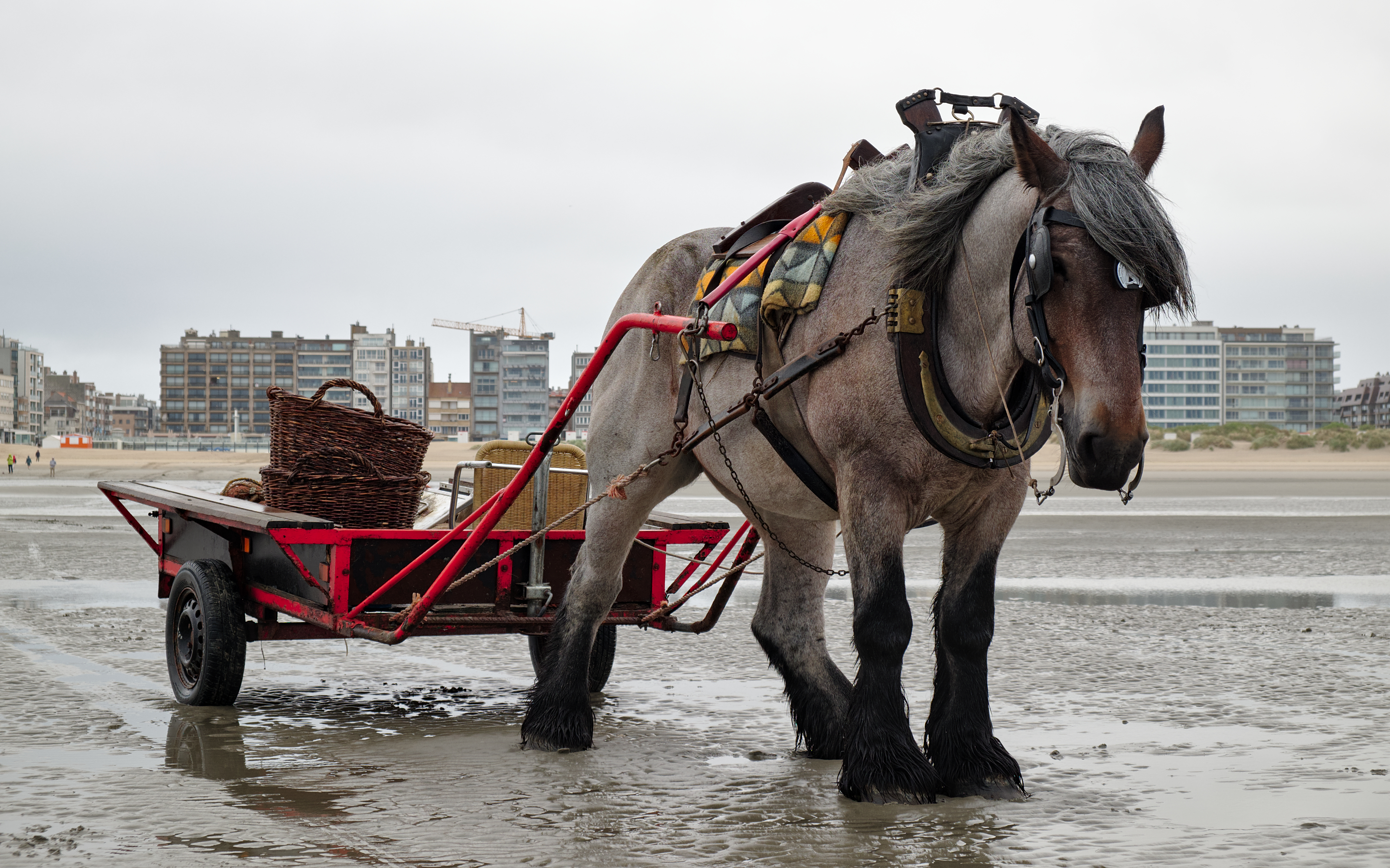
Un trait belge sur la plage d'Ostdunkerque

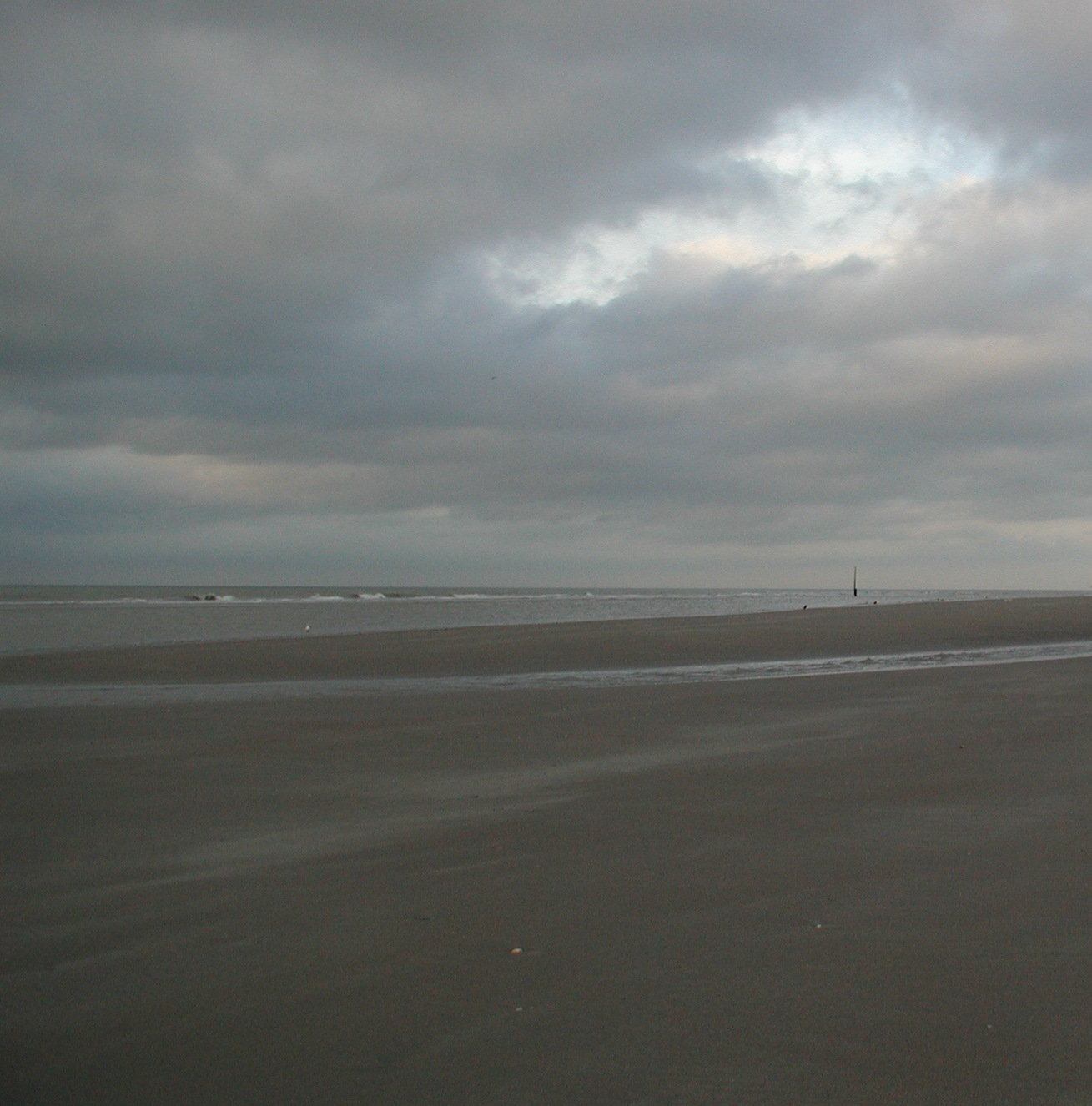
La plage.

La pêche se pratique en eau peu profonde, sur une côte plate légèrement pentue.
La plage et la zone de surf d'Ostdunkerque, où les crevettes grises abondent, présentent ces caractéristiques et, sans obstacles de type brise-lames, sont aisées d'accès et de parcours pour les chevaux.
La pêche en elle-même dure trois heures environ. Elle débute 90 minutes avant la marée basse et se termine dès que la marée commence à monter. Mais il faut compter environ 8 heures entre la préparation du cheval au départ et la remise en pâture du cheval lorsque tout est terminé.

## Mode de pêche
Le cheval — actuellement de type brabançon mais jadis d'autres races de petite taille et des ânes qui furent remplacés par des mules après la Première Guerre mondiale —, harnaché à la ferme et attelé à une charrette contenant le matériel de pêche, est conduit par le pêcheur à plusieurs kilomètres jusqu'à la plage de sable fin qui borde la mer du Nord à Oostduinkerke.
Dételé, il attend que le pêcheur ait enfilé son surtout, composé d'une veste et d'un pantalon en toile cirée jaune, que les filets déployés lui soient attachés et que deux hottes en osier soient fixées sur ses flancs.
Lorsque tout est prêt, le pêcheur enfourche l'animal et le fait avancer dans l'eau d'abord perpendiculairement à la plage avant de le faire obliquer pour longer parallèlement la côte, traînant derrière lui un filet en forme d’entonnoir maintenu ouvert par deux planches en bois et une chaîne qui racle le sable, provoquant des vibrations qui font bondir les crustacés dans le filet. L'ensemble, de la tête du cheval jusqu'à l’extrémité du filet, atteint une trentaine de mètres de long.
Toutes les quarante-cinq minutes, la pêche s'interrompt pour que le filet ne devienne pas trop lourd à tracter. C'est l'occasion pour le cheval revenu au bord de l'eau de se reposer un peu. Le pêcheur ouvre le bout du filet et verse la récolte dans un tamis métallique ajouré pour faire un premier tri (les crevettes trop petites passent dans les mailles du tamis) et ôter les crabes, petits poissons et méduses qu'il remet à l'eau. Les crevettes grises étant pour leur part versées dans les hottes en osier.
De retour à la ferme, les crevettes (en moyenne de 3 à 15 kg par pêche) sont triées, lavées à plusieurs reprises par des membres de la famille, puis plongées dans un bouillon d'eau salée et aromatisée. Après cuisson, elles sont étalées sur une claie pour l'égouttage avant d'être décortiquées à la main pour la dégustation.
Ce type de pêche artisanale exige du pêcheur une bonne connaissance du cheval comme de la mer, des fonds et des marées et un haut degré de confiance et de complicité avec l'animal.

## Une pratique artisanale et familiale

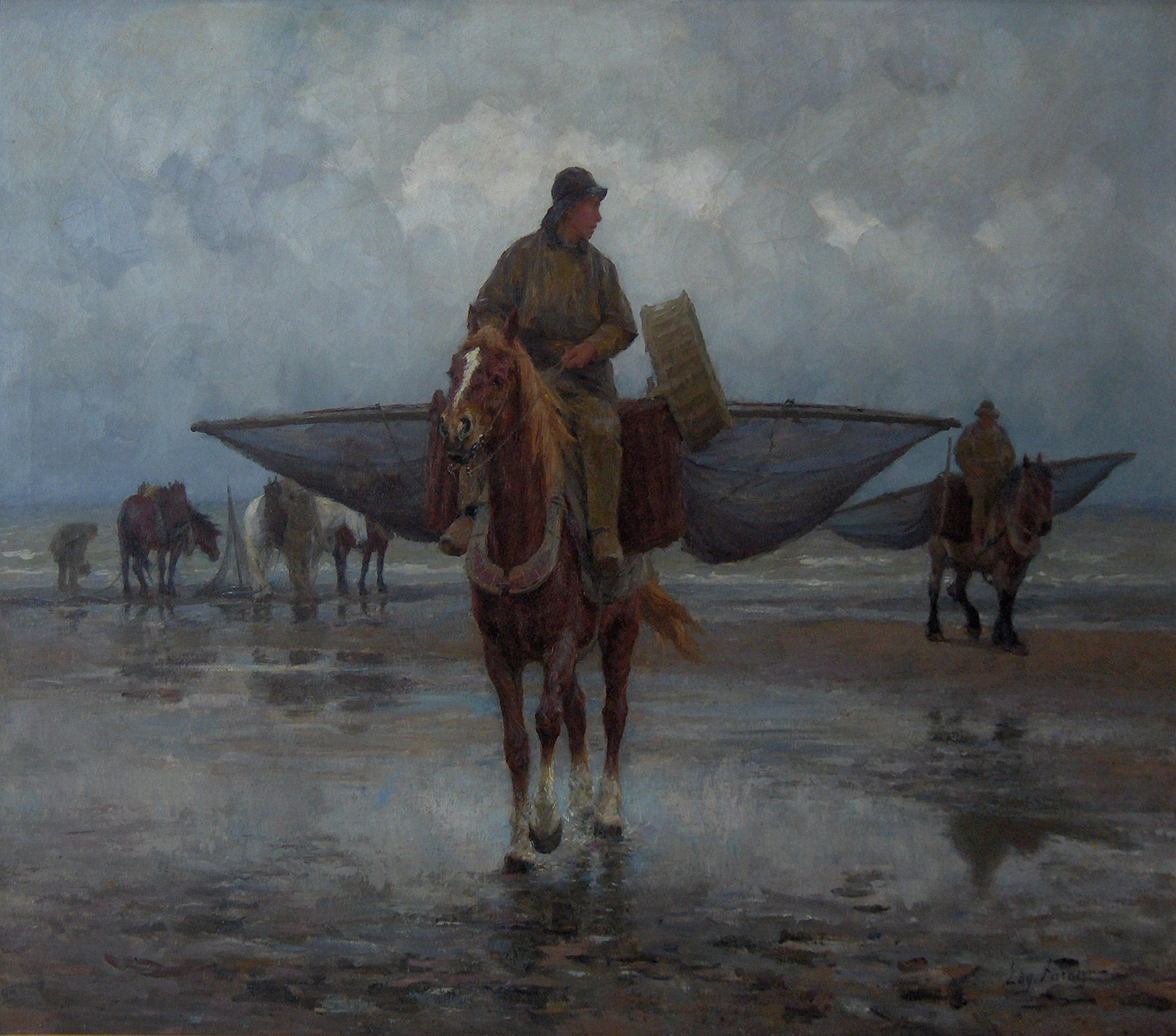
Paardenvissers op het strand, d'Edgard Farasijn (1858-1938), œuvre conservée au NAVIGO-museum.

Ce type de pêche inclut les membres de la famille puisque, de génération en génération, les hommes forment et utilisent les chevaux, apprennent leur métier aux enfants tandis que les femmes s'occupent traditionnellement de la cuisson des crevettes. Certaines familles sont davantage spécialisées dans la pêche, d'autres dans la confection des filets.
En 2013, douze familles pratiquent toujours la pêche aux crevettes et sont solidaires entre elles.
Plusieurs associations et services publics les soutiennent :
- l'association « d’Oostduinkerkse paardenvissers » (Pêcheurs à cheval d’Ostdunkerque), créée en 1997, qui rassemble tant les familles d'anciens pêcheurs que celles qui sont en activité ;
- le NAVIGO-museum, qui réserve à ce type de pêche une place importante dans ses collections et qui offre des formations pour la confection et la réparation des filets ;
- l'ASBL « Orde van de Paardenvisser » (ordre des pêcheurs à cheval), qui se documente sur la culture de la pêche à cheval et sensibilise le public en organisant des voyages internationaux, des expositions et des dégustations. ;
- l'administration communale et l'office de tourisme, qui ont développé un plan d'aménagement du territoire spécifique pour permettre la pérennité de ce type de pêche et organisent un tourisme durable ; l'office de tourisme publie également le calendrier des pêches hors saison touristique et à certaines occasions, organise la cuisson des crevettes sur la digue. D'autre part, la commune préserve en permanence quatre sites pour la pêche, met des pâturages et des écuries à disposition des pêcheurs) et leur alloue des subsides pour l'achat de vêtements de pêche et d'équipements. Le secteur de l'enseignement organise des visites pour que les enfants des écoles primaires découvrent la culture de ces familles de pêcheurs.

## Une pratique festive
Depuis 1950, l'office du tourisme organise chaque année la « Fête de la crevette ». En 2013, elle s'est tenue les 29 et 30 juin.
Cette manifestation est préparée plusieurs mois à l'avance par l'ensemble de la communauté locale qui construit des chars, confectionne des costumes et organise des spectacles de rue.
Pendant la fête, des centaines d'enfants reçoivent une initiation à la pêche à la crevette. Le clou de la manifestation est le cortège, avec la participation des pêcheurs, qui attire quelque 10 000 visiteurs belges et étrangers.

## Une pratique historique
Cela fait plus de 500 ans que cette tradition se perpétue. Ce mode de pêche était avant pratiqué dans toute la région en Belgique, au Nord de la France, aux Pays-Bas et dans le Sud de l’Angleterre mais celle-ci s'est petit à petit perdue.

## Reconnaissance comme patrimoine culturel immatériel de l’humanité
En 2009, la pêche aux crevettes à cheval à Ostdunkerque a été inscrite dans l'inventaire de la Région flamande pour le patrimoine culturel immatériel et la candidature a été introduite en 2010 à l'Unesco.
Le roi Albert II de Belgique s'est rendu près des pêcheurs en 2013 et cette rencontre a constitué sa dernière visite officielle.
En décembre 2013, l'Unesco a considéré que la pêche aux crevettes à cheval à Ostdunkerque devait être inscrite sur la liste mondiale du patrimoine culturel immatériel de l’humanité, relevant notamment que
- « La pêche aux crevettes à cheval permet aux pêcheurs expérimentés de transmettre leurs connaissances et leur savoir-faire aux jeunes générations, tout en donnant à la communauté d’Ostdunkerque un sentiment d’identité et de respect du milieu marin ;
- L’inscription de la pêche aux crevettes sur la Liste représentative pourrait accroitre la visibilité du patrimoine culturel immatériel en général et sensibiliser à l’importance de petites traditions locales ; tout en soulignant les relations étroites entre les humains, les animaux et la nature, et en favorisant le respect du développement durable et de la créativité humaine ;
- Les efforts passés et en cours des détenteurs eux-mêmes, des gouvernements locaux et de l’État partie ont contribué à la sauvegarde de la pêche aux crevettes ; plusieurs mesures sont proposées pour sa documentation, sa transmission et sa promotion, y compris des réseaux nationaux et internationaux et la surveillance par la communauté des effets de son éventuelle inscription[4]. »

## Galerie

Pêche aux crevettes à cheval
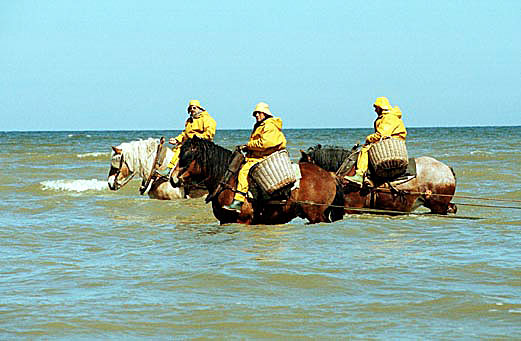
Pêcheurs côte à côte.
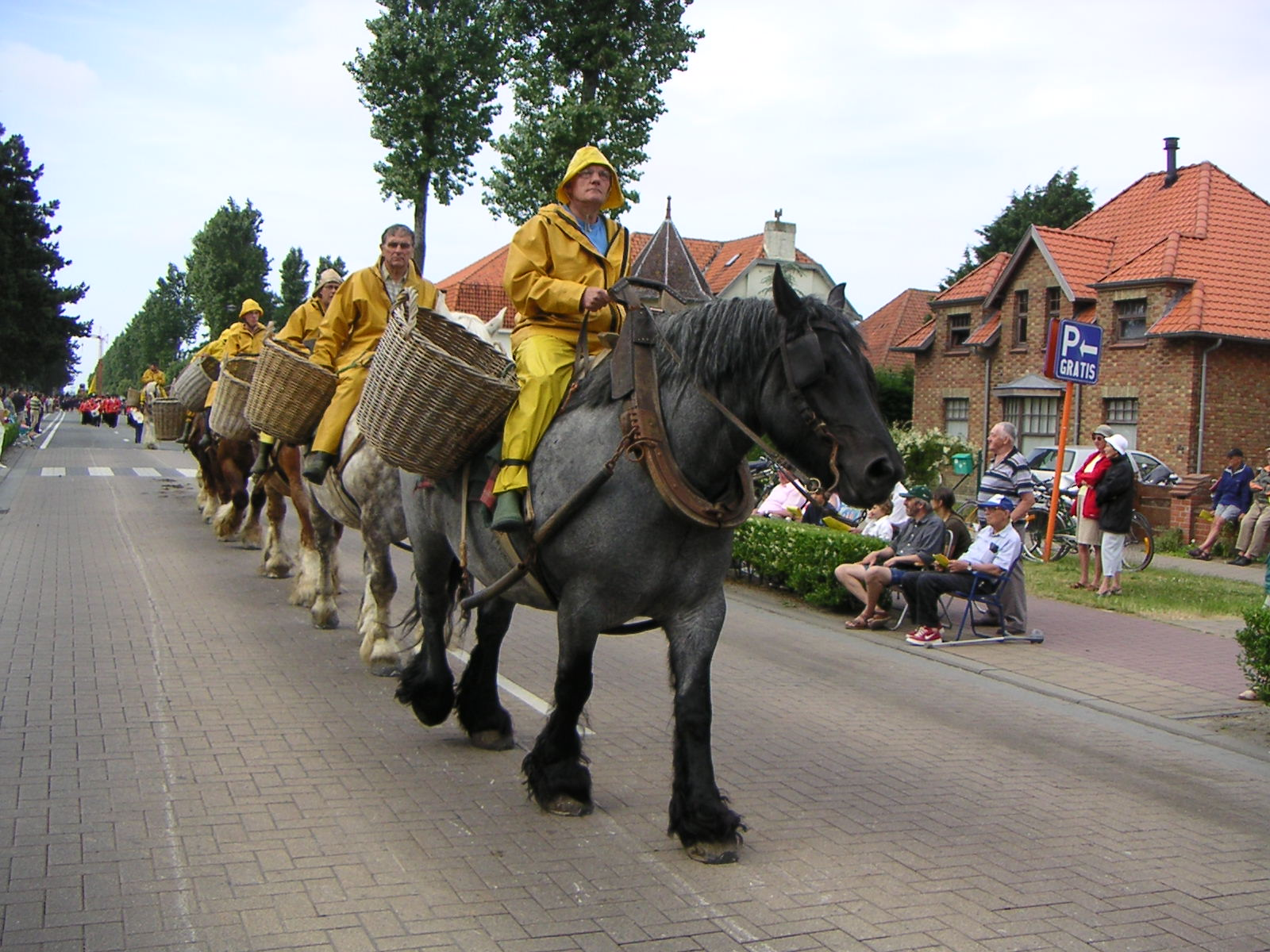
Les pêcheurs dans le cortège.
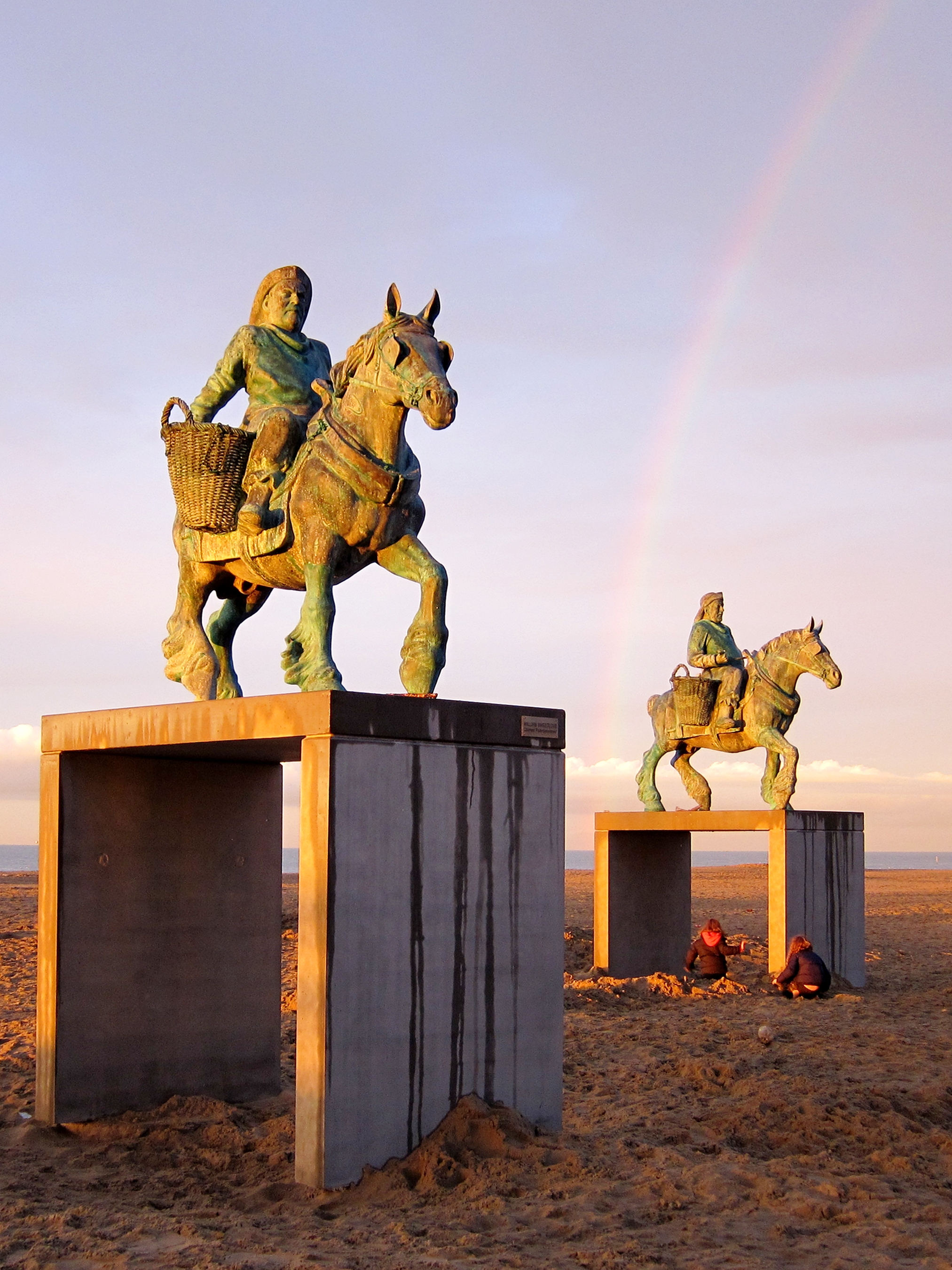
Deux statues de pêcheurs à cheval sur la plage.
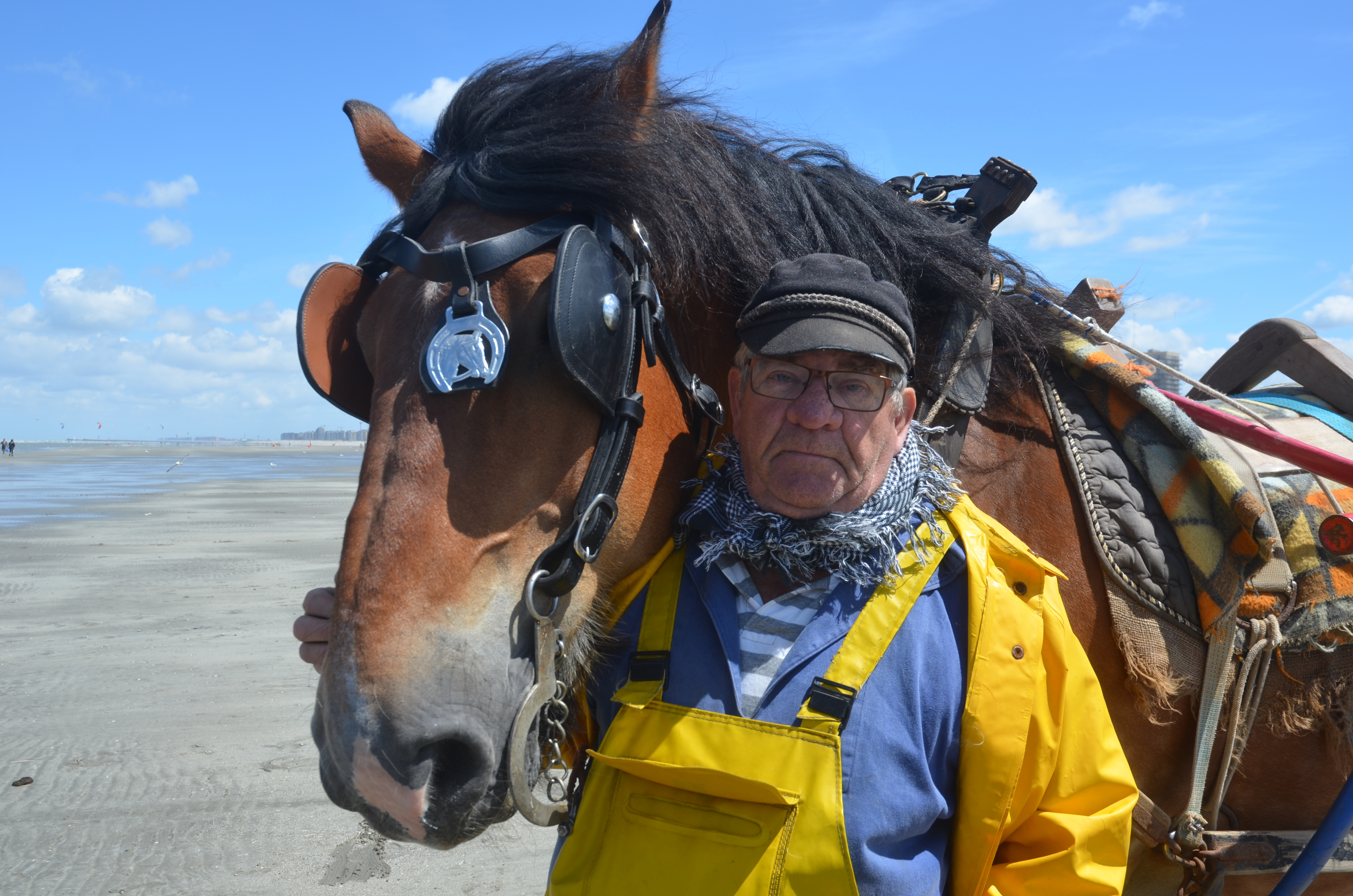
Pêcheur et son cheval en gros plan.
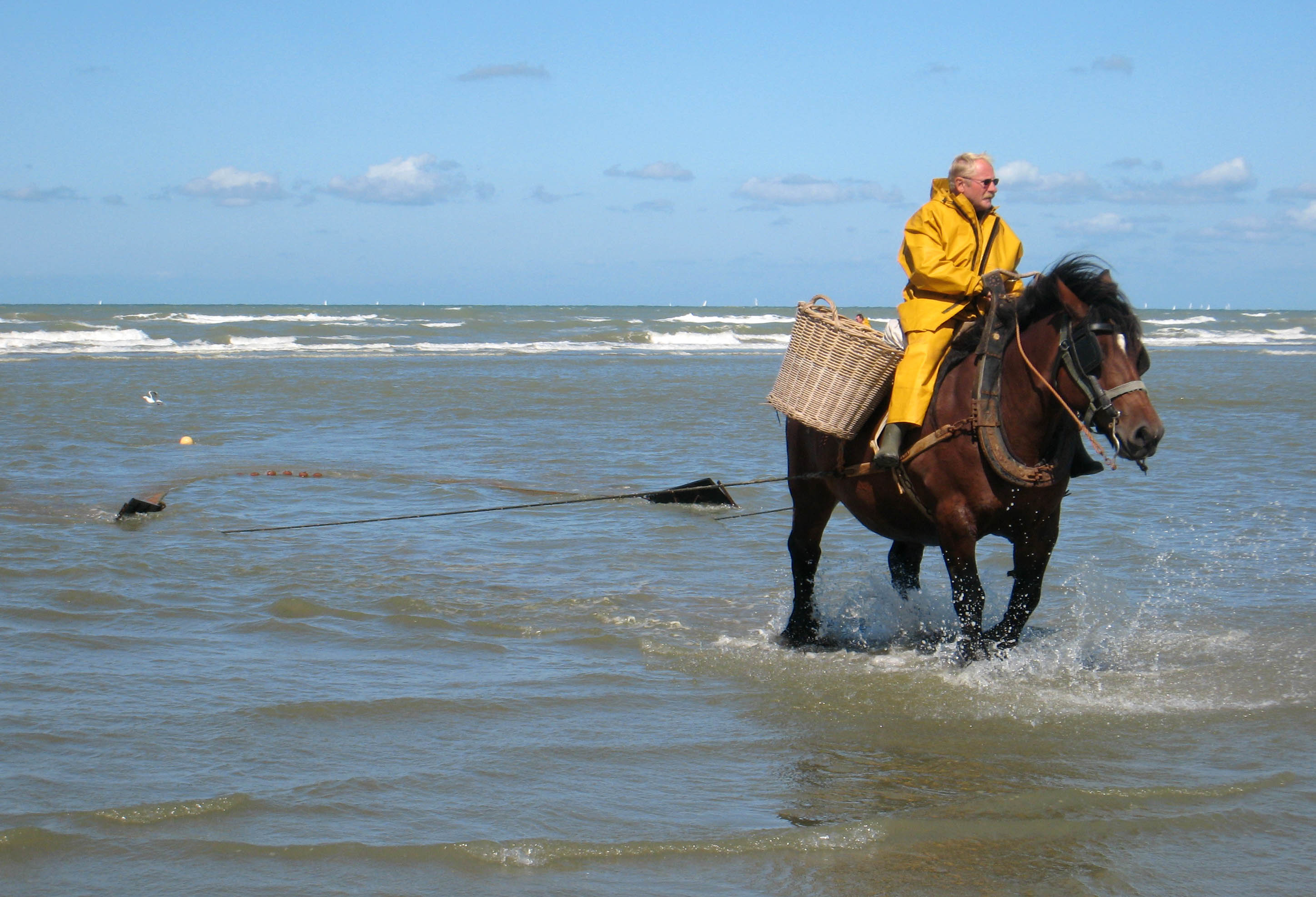
Pêcheur au travail.
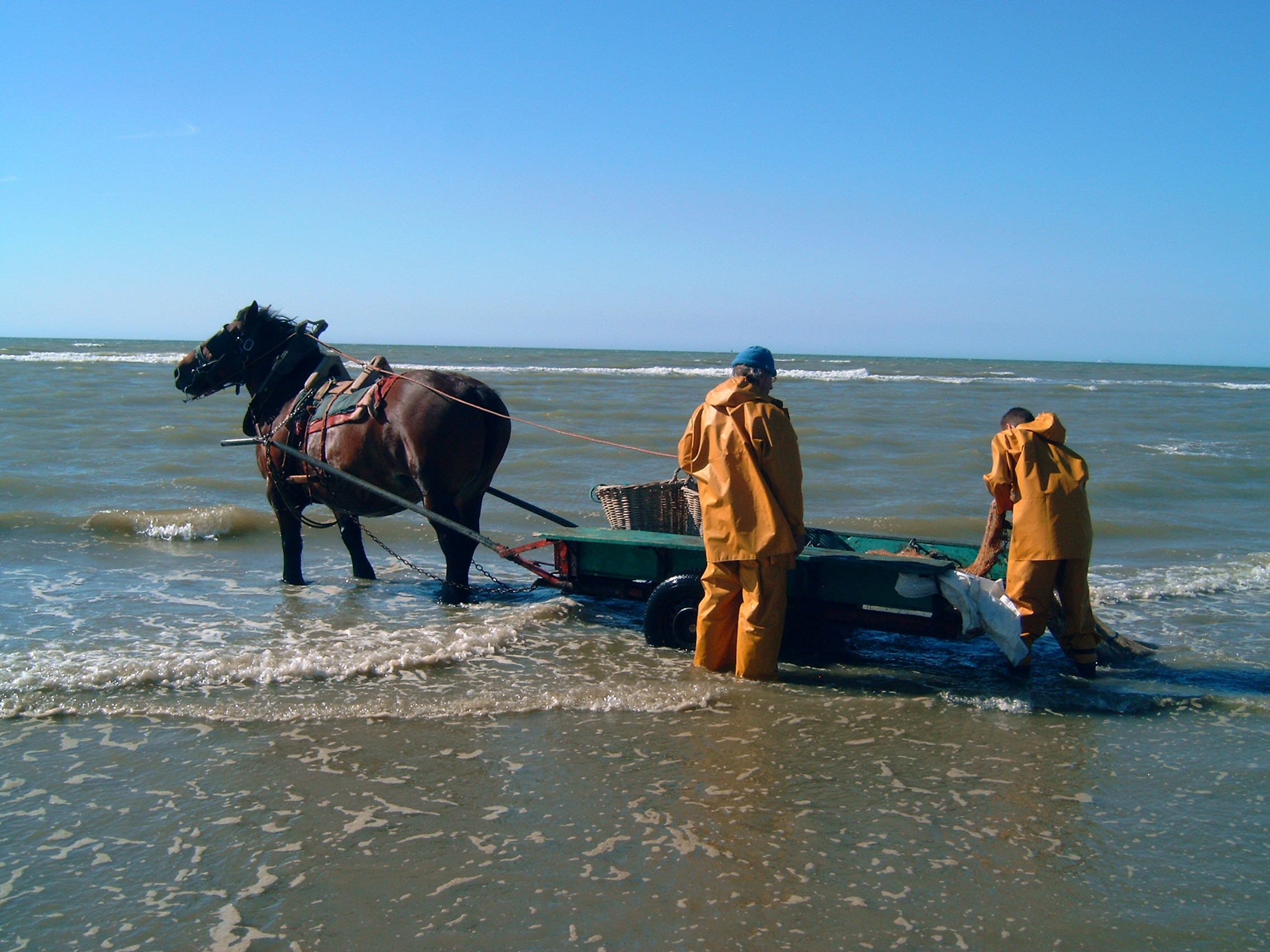
Cheval et attelage transportant le matériel de pêche.
- Court film datant de 1941.